# Liste der Kulturdenkmale in Kroppenstedt

Wappen von Kroppenstedt

In der Liste der Kulturdenkmale in Kroppenstedt sind alle Kulturdenkmale der Stadt Kroppenstedt (Landkreis Börde) aufgelistet. Grundlage ist das Denkmalverzeichnis des Landes Sachsen-Anhalt, das auf Basis des Denkmalschutzgesetzes des Landes Sachsen-Anhalt vom 21. Oktober 1991 durch das Landesamt für Denkmalpflege und Archäologie Sachsen-Anhalt erstellt und seither laufend ergänzt wurde (Stand: 31. Dezember 2018).

## Kulturdenkmale inKroppenstedt
| Lage | Bezeichnung                 | Beschreibung                                                                 | Erfassungs- nummer | Ausweisungsart | Bild            |
| --- | --------------------------- | ---------------------------------------------------------------------------- | ------------------ | -------------- | --------------- |
| Dr.-Wilhelm-Külz-Straße (Karte) | Stadtbefestigung            | mit dem Eulenturm                                                            | 094 10088          | Baudenkmal     | Weitere Bilder  |
| Am Bahnhof 9 (Karte) | Bahnhof                     |                                                                              | 094 96610          | Baudenkmal     | Weitere Bilder  |
| Am Kirchhof (Karte) | Kirche St. Martin           |                                                                              | 094 96638          | Baudenkmal     | Weitere Bilder  |
| Am Kirchhof 1 (Karte) | Pfarrhof                    | Oberpfarre                                                                   | 094 96618          | Baudenkmal     | Pfarrhof        |
| Am Kirchhof 2 (Karte) | Schule                      | Heimatmuseum, vormals Schule                                                 | 094 96619          | Baudenkmal     | Weitere Bilder  |
| Am Kirchhof 4 (Karte) | Schule                      | Kindertagesstätte, vormals Schule                                            | 094 96627          | Baudenkmal     | Weitere Bilder  |
| Am Kirchhof 5 (Karte) | Alte Schule                 |                                                                              | 094 96635          | Baudenkmal     | Alte Schule     |
| Am Kirchhof 6 östl. vor dem Chor der Kirche (Karte) | Wohnhaus                    | Haus des Ausreiters                                                          | 094 96620          | Baudenkmal     | Weitere Bilder  |
| Am Kirchhof, Am Markt, Bachstraße, Bergstraße, Dr.-Wilhelm-Külz-Straße, Erntestraße, Goldwinkel, Hirtengasse, Kirchstraße, Kurze Straße, Marktplatz, Neustadt, Rudolf-Breitscheid-Straße, Sackstraße, Schulstraße Winkel (Karte) | Stadtgrundriss              | Ortszentrum                                                                  | 094 96609          | Denkmalbereich | Weitere Bilder  |
| Am Markt 1 (Karte) | Rathaus                     |                                                                              | 094 10124          | Baudenkmal     | Weitere Bilder  |
| Am Markt 2 (Karte) | Ackerbürgerhaus             |                                                                              | 094 96612          | Baudenkmal     | Ackerbürgerhaus |
| Am Markt 5 (Karte) | Bauernhof                   | zwei Gebäude im Winkel zueinander, Ecke Am Markt, Hirtengasse und Bergstraße | 094 96613          | Baudenkmal     | Bauernhof       |
| Am Markt 7 (Karte) | Bauernhof                   | Ecke zur Rudolf-Breitscheid-Straße                                           | 094 96614          | Baudenkmal     | Bauernhof       |
| Am Markt 8 (Karte) | Wohnhaus                    | Großer Winkelbau                                                             | 094 96615          | Baudenkmal     | Wohnhaus        |
| Am Markt 9 (Karte) | Kreuz                       |                                                                              | 094 96611          | Baudenkmal     | Kreuz           |
| Am Markt 12 (Karte) | Wohn- und Geschäftshaus     | Zwei Gebäude                                                                 | 094 96616          | Baudenkmal     | Weitere Bilder  |
| Am Markt 13 (Karte) | Wohnhaus                    |                                                                              | 094 96617          | Baudenkmal     | Weitere Bilder  |
| Am Markt 13, 14, 15, Marktplatz 6 (Karte) | Häusergruppe                |                                                                              | 094 96622          | Denkmalbereich | Weitere Bilder  |
| Bachstraße 21 (Karte) | Ackerbürgerhof              |                                                                              | 094 98101          | Baudenkmal     | Weitere Bilder  |
| Bachstraße 32 (Karte) | Wohnhaus                    |                                                                              | 094 98102          | Baudenkmal     | BW              |
| Dr.-Wilhelm-Külz-Straße 12 (Karte) | Wohnhaus                    |                                                                              | 094 96626          | Baudenkmal     | Weitere Bilder  |
| Erntestraße 5 (Karte) | Wohnhaus                    |                                                                              | 094 96629          | Baudenkmal     | Weitere Bilder  |
| Erntestraße 8 (Karte) | Wohnhaus                    |                                                                              | 094 96630          | Baudenkmal     | Weitere Bilder  |
| Erntestraße 11 (Karte) | Wohnhaus                    |                                                                              | 094 96631          | Baudenkmal     | Weitere Bilder  |
| Erntestraße 17 (Karte) | Bauernhaus                  |                                                                              | 094 96621          | Baudenkmal     | Weitere Bilder  |
| Friedhofstraße (Karte) | Friedhof                    |                                                                              | 094 96632          | Baudenkmal     | BW              |
| Goldwinkel 5 (Karte) | Wohnhaus                    | aktuelle Adresse Goldwinkel 6 ? Gegenüber Nr.2                               | 094 96633          | Baudenkmal     | Weitere Bilder  |
| Kirchstraße 1 (Karte) | Wohnhaus                    |                                                                              | 094 11155          | Baudenkmal     | Weitere Bilder  |
| Kirchstraße 16 (Karte) | Pfarrhof                    | Unterpfarre. Zwei Gebäude, zwischen Kirchstraße und Am Kirchhof              | 094 10126          | Baudenkmal     | Pfarrhof        |
| Kirchstraße 17 (Karte) | Wohnhaus                    | direkt an Nr. 18 angebaut                                                    | 094 96636          | Baudenkmal     | BW              |
| Kirchstraße 18 (Karte) | Wohnhaus                    |                                                                              | 094 96637          | Baudenkmal     | BW              |
| Kirchstraße 19 (Karte) | Bauernhof                   |                                                                              | 094 11159          | Baudenkmal     | Bauernhof       |
| Kirchstraße 26 (Karte) | Gutshof                     | zwei Gebäude                                                                 | 094 10128          | Baudenkmal     | Gutshof         |
| Kirchstraße 31 (Karte) | Wohnhaus                    |                                                                              | 094 11156          | Baudenkmal     | Weitere Bilder  |
| Kirchstraße 32 (Karte) | Vereinshaus                 | Gasthof zum Spielhaus, Speelhaus                                             | 094 11151          | Baudenkmal     | Weitere Bilder  |
| Kurze Straße 1 (Karte) | Wohnhaus                    |                                                                              | 094 96639          | Baudenkmal     | Weitere Bilder  |
| Kurze Straße 3 (Karte) | Ackerbürgerhof              |                                                                              | 094 98103          | Baudenkmal     | BW              |
| Marktplatz (Karte) | Kriegerdenkmal Kroppenstedt |                                                                              | 094 11157          | Baudenkmal     | Weitere Bilder  |
| Marktplatz 1 (Karte) | Wohnhaus                    |                                                                              | 094 10131          | Baudenkmal     | Weitere Bilder  |
| Marktplatz 3 (Karte) | Wohnhaus                    |                                                                              | 094 96640          | Baudenkmal     | Weitere Bilder  |
| Neustadt 5 (Karte) | Wohnhaus                    |                                                                              | 094 98105          | Baudenkmal     | Weitere Bilder  |
| Neustadt 6 (Karte) | Wohnhaus                    |                                                                              | 094 98106          | Baudenkmal     | Weitere Bilder  |
| Neustadt 7 (Karte) | Wohnhaus                    |                                                                              | 094 98107          | Baudenkmal     | Weitere Bilder  |
| Neustadt 8 (Karte) | Ackerbürgerhof              |                                                                              | 094 98108          | Baudenkmal     | Weitere Bilder  |
| Neustadt 10 (Karte) | Ackerbürgerhof              |                                                                              | 094 98109          | Baudenkmal     | Weitere Bilder  |
| Neustadt 19 (Karte) | Bauernhaus                  | Doppelhaus mit Nr. 18 ?                                                      | 094 98110          | Baudenkmal     | Weitere Bilder  |
| Neustadt 32 (Karte) | Wohnhaus                    |                                                                              | 094 96643          | Baudenkmal     | Weitere Bilder  |
| Neustadt 5, 6, 7, 8, 9, 10 (Karte) | Straßenzeile                |                                                                              | 094 11164          | Denkmalbereich | Straßenzeile    |
| Rudolf-Breitscheid-Straße 6 (Karte) | Ackerbürgerhaus             | (nur ein) Gebäude an der Straße                                              | 094 96644          | Baudenkmal     | Weitere Bilder  |
| Rudolf-Breitscheid-Straße 13 (Karte) | Gutshof                     |                                                                              | 094 96645          | Baudenkmal     | Weitere Bilder  |
| Rudolf-Breitscheid-Straße 15 (Karte) | Wohnhaus                    |                                                                              | 094 96646          | Baudenkmal     | Weitere Bilder  |
| Rudolf-Breitscheid-Straße 19 (Karte) | Wohnhaus                    | Ruine                                                                        | 094 96647          | Baudenkmal     | Weitere Bilder  |
| Rudolf-Breitscheid-Straße 43 (Karte) | Wohnhaus                    |                                                                              | 094 10129          | Baudenkmal     | Weitere Bilder  |
| Rudolf-Breitscheid-Straße 53 (Karte) | Villa                       |                                                                              | 094 96649          | Baudenkmal     | Villa           |
| Rudolf-Breitscheid-Straße 58 (Karte) | Wohnhaus                    |                                                                              | 094 96650          | Baudenkmal     | Wohnhaus        |
| Sackstraße 6 (Karte) | Wohnhaus                    |                                                                              | 094 96651          | Baudenkmal     | Wohnhaus        |
| Schulstraße 17 (Karte) | Wohnhaus                    | Vierseitenblock                                                              | 094 11153          | Baudenkmal     | Weitere Bilder  |
| Straße der Freundschaft 14 (Karte) | Gutshaus                    | zwei Gebäude                                                                 | 094 96652          | Baudenkmal     | Weitere Bilder  |

## Ehemalige Kulturdenkmale in Kroppenstedt
Die nachfolgenden Objekte waren ursprünglich ebenfalls denkmalgeschützt oder wurden in der Literatur als Kulturdenkmale geführt. Die Denkmale bestehen heute jedoch nicht mehr, ihre Unterschutzstellung wurde aufgehoben oder sie werden nicht mehr als Denkmale betrachtet.
| Lage                                                          | Bezeichnung  | Beschreibung | Erfassungs- nummer | Ausweisungsart | Bild           |
| ------------------------------------------------------------- | ------------ | --- | ------------------ | -------------- | -------------- |
| Erntestraße 4 (Karte)                                         | Bauernhof    | | 094 96628          | Baudenkmal     | Weitere Bilder |
| Goldwinkel 6 (Karte)                                          | Wohnhaus     | | 094 96634          | Baudenkmal     | BW             |
| Kurze Straße 4, 5, 6, 7, 8, 9 (Lücke), 10, 11, 12, 13 (Karte) | Häusergruppe | Im Jahr 2018 wurde die Denkmaleigenschaft wegen Verfalls, Abbruchs aus bauordnungsrechtlichen Gründen oder ungenehmigter Veränderungen aberkannt.   | 094 98104          | Denkmalbereich | Weitere Bilder |
| Neustadt 16 (Karte)                                           | Wohnhaus     | | 094 96641          | Baudenkmal     | Weitere Bilder |
| Neustadt 17 (Karte)                                           | Wohnhaus     | | 094 96642          | Baudenkmal     | Weitere Bilder |
| Rudolf-Breitscheid-Straße 52 (Karte)                          | Wohnhaus     | Bei einer Überprüfung wurde die Denkmaleigenschaft negativ beurteilt und das Gebäude daraufhin im Jahr 2016 aus dem Denkmalverzeichnis ausgetragen. | 094 96648          | Baudenkmal     | Wohnhaus       |

## Legende
In den Spalten befinden sich folgende Informationen:
- Lage: Nennt den Straßennamen und wenn vorhanden die Hausnummer des Kulturdenkmals. Die Grundsortierung der Liste erfolgt nach dieser Adresse. Der Link „Karte“ führt zu verschiedenen Kartendarstellungen und nennt die geographischen Koordinaten.
Link zu einem Kartenansichtstool, um Koordinaten zu setzen. In der Kartenansicht sind Baudenkmale ohne Koordinaten mit einem roten bzw. orangen Marker dargestellt und können in der Karte gesetzt werden. Baudenkmale ohne Bild sind mit einem blauen bzw. roten Marker gekennzeichnet, Baudenkmale mit Bild mit einem grünen bzw. orangen Marker.
- Offizielle Bezeichnung: Nennt den Namen, die Bezeichnung oder zumindest die Art des Kulturdenkmals und verlinkt, soweit vorhanden, auf den Artikel zum Objekt.
- Beschreibung: Nennt bauliche und geschichtliche Einzelheiten des Kulturdenkmals, vorzugsweise die Denkmaleigenschaften.
- Erfassungsnummer: Für jedes Kulturdenkmal wird in Sachsen-Anhalt eine 20stellige Erfassungsnummer vergeben. Die letzten zwölf Ziffern werden für die Untergliederung nach Teilobjekten genutzt und werden nur angegeben, soweit vergeben. In dieser Spalte kann sich folgendes Icon  befinden, dies führt zu Angaben zu diesem Baudenkmal bei Wikidata.
- Ausweisungsart: Die Einordnung des Denkmales nach § 2 Abs. 2 DenkmSchG LSA
- Bild: Ein Bild des Denkmales, und gegebenenfalls einen Link zu weiteren Fotos des Kulturdenkmals im Medienarchiv Wikimedia Commons. Wenn man auf das Kamerasymbol klickt, können Fotos zu Kulturdenkmalen aus dieser Liste hochgeladen werden: